# Патраська битва (1772)
Патраська битва — морська битва між російським та османським флотом під час російсько-турецької війни 1768—1774 років, яка відбулась 26—29 жовтня (6—9 листопада) 1772 року в Патроській затоці (Іонічне море).

## Передумови
Після розгрому основних османських сил в Чесменській битві в Османської імперії не було військових кораблів в Егейському морі, проте ще залишались кораблі на периферії — в Адріатичному, Мармуровому морях, поблизу Тунісу. В 1772 році османи запланували зібрати разом всі кораблі та знищити російський флот в Архіпелазі. Найсильнішою була так звана «дульциньска» ескадра (за назвою міста Дульциньойо (теперішній Ульцинь), де вона базувалась). Другою великою ескадрою була туніська «берберська» ескадра.
Командувач російського флоту граф О. Г. Орлов відправив ескадри в різні частини Архіпелагу з метою не допустити об'єднання османських сил.
На допомогу російському флоту з Ревеля була вислана ескадра контр-адмірала В. Я. Чичагова, який, прибувши в Ліворно, передав командування капітану I рангу М. Т. Коняєву.
В жовтні 1772 року османська ескадра вийшла з Дульциньйо та рушила до Наварина, щоб взяти на борт десант з приморських фортець. Дізнавшись, що османська ескадра (9 фрегатів, 16 допоміжних суден, 630 гармат) під командуванням Мустафи-паші стоїть в Патроській затоці, Коняєв, незважаючи на чисельну та вогневу перевагу османів (його ескадра складалась з 2 лінійних кораблів, 2 фрегатів, 3 допоміжних суден, всього 224 гармати), вирішив атакувати османський флот.

## Хід бою
26 жовтня (6 листопада) російські кораблі блокували османську ескадру в Патраській затоці. В ході артилерійського бою 28 жовтня (9 листопада) російська ескадра підійшла до османської ескадри на дуже близьку відстань та відкрила вогонь кніпелями, картеччю та брандкугелями.
Незважаючи на чисельну перевагу та вигідну позицію османських кораблів (вони знаходились під захистом фортеці Патрас), османська ескадра була розгромлена. Внаслідок битви було знищено 9 фрегатів та 8 допоміжних суден, вбито понад 200 чоловік. Російські кораблі отримали незначні пошкодження.